# Věra Mrázková Segertová
Věra Mrázková Segertová (31. května 1944 Lüneburg – 28. října 2024 Most) byla česká divadelní herečka.

## Život
Narodila se 31. května 1944 v německém Lüneburgu.
Před začátkem své divadelní kariéry vystudovala pražskou Divadelní fakultu Akademii múzických umění. V roce 1965 nastoupila do Divadla pracujících v Mostě. V divadle byla stálou a dlouholetou členkou.
Za svůj život ztvárnila více než 140 divadelních rolí. Tou nejznámější byla podle médií a kritiků chůva v pohádce Princezna se zlatou hvězdou na čele. Kromě této role hrála i hejtmanku Annu Andrejevnu v Revizorovi, nebo vdovu Aase v inscenaci dramatické básně Peer Gynt.
Kromě divadelních rolí si zahrála i dvě filmové. Premiéru před kamerou zažila v roce 1964 ve školní etudě Fotografové. Svou největší a zároveň poslední filmovou roli si zahrála v povídkovém filmu Perličky na dně. Jedná se o raný film české režisérky Věry Chytilové.
Zbytek života se věnovala mosteckému divadlu.
Zemřela 28. října 2024 v Mostě ve věku 80 let.

## Filmografie
Filmy
- Fotografové (1964)
- Perličky na dně (1965)